# Epiphragma (Epiphragma) atroterminatum
Epiphragma (Epiphragma) atroterminatum is een tweevleugelige uit de familie steltmuggen (Limoniidae). De soort komt voor in het Neotropisch gebied.